# Michael Lennon
Michael Lennon (Venice, 17 juli 1959) is een Amerikaans zanger, gitarist en een van de oprichters van de folkrockband Venice.

## Familie
Michael is een neef van de zanger Kipp Lennon en gitarist Pat Lennon en een broer van zanger Mark Lennon en zanger/gitarist Tom Lennon

## Muziek
Venice is opgericht in 1977, oorspronkelijk zette Michael Lennon de band op met zijn neef Kipp. In 1978 kwam ook zijn broer Mark bij de band. Als laatste kwam zijn neef Pat in 1980 bij de band. Sinds die tijd hebben de twee paren van neven opgetreden en albums gemaakt. Michael zingt en schrijft nummers voor de band Venice, met wie hij dertien albums heeft gemaakt sinds 1986. Ook speelt hij voor de Pine Mountain Logs, een coverband met veel leden van Venice, die alleen coverversies van rocknummers speelt.
Oorspronkelijk zou Michael met de rest van de band Venice in 2010 en 2011 deelnemen aan de Roger Waters The Wall Tour, echter de stukken die hij moest zingen waren niet geschikt voor zijn stem.
In 2011 bleef hij dan ook na de optredens van The Wall Tour in Nederland om met zijn nieuwe band Ven-ish concerten te geven. In deze band spelen zijn dochter Avalon Lennon, de zoon van Kipp Charlie Vaughn, zijn broer Tom Lennon en de vaste basgitarist van Venice, Mark Harris.

## Lennon Records
In 2011 richtte Michael na 30 jaar zelf muziek maken zijn eigen platenmaatschappij op, Lennon Records. De eerste twee albums van deze platenmaatschappij zijn van zijn broer (Tom) en neef (Charlie).